# 我想奪取妳的唇
（中文：《我想奪取妳的唇》）是香港搖滾樂隊Beyond發行第三张日本單曲，是雙主打單曲，收錄兩首歌曲是主打歌曲，是《完全地愛吧》日文版，亦是黃家駒和黃家強最後一次合唱歌曲。《遥かなる夢に～Far away～》是慶祝成軍十週年的歌曲，同時也是《海闊天空》的日文版。

## 音樂
- https://www.youtube.com/watch?v=wJRGhyDNs-c （页面存档备份，存于）